# Uccelli di rovo
Uccelli di rovo (The Thorn Birds) è una miniserie televisiva del 1983 diretta da Daryl Duke. Tratta dall'omonimo romanzo scritto da Colleen McCullough nel 1977, è interpretata da Richard Chamberlain e Rachel Ward.
È andata in onda in prima visione negli Stati Uniti dal 27 al 30 marzo 1983 sulla rete ABC, per quattro puntate.

## Trama

### Parte I
Padre Ralph De Bricassart è un giovane e ambizioso prete irlandese che, in seguito a insubordinazione, viene relegato a Gillanbone, uno sperduto paese dell'Australia. Qui stringe amicizia con Mary Carson, una ricca e anziana donna di origine irlandese, proprietaria di un grande ranch chiamato Drogheda. Padre Ralph frequenta assiduamente Drogheda, nella speranza che la donna lo possa aiutare a liberarsi dall'esilio e a tentare la carriera ecclesiastica; dal canto suo Mary Carson si infatua di padre Ralph e cerca in tutti i modi di sedurlo. Il fratello di Mary, Paddy Cleary, e la sua famiglia arrivano a Drogheda dalla Nuova Zelanda per dare una mano a mandare avanti il ranch. Padre Ralph diventa subito amico di tutta la famiglia, ma si sente particolarmente legato alla piccola Meggie, l'unica figlia femmina dei Cleary. Maggie, emarginata da entrambi i genitori e in parte anche dai fratelli, inizierà a nutrire un profondissimo affetto verso padre Ralph.
Seguiamo quindi le vicende dei Cleary per alcuni anni, fino ad arrivare alla festa del settantacinquesimo compleanno di Mary Carson. In questa occasione la donna, dopo essere stata più volte rifiutata da Ralph e dopo aver intuito il profondo affetto e l'attrazione tra quest'ultimo e Meggie, ormai diventata donna, decide di vendicarsi dividendo per sempre i due: modifica il testamento lasciando in eredità a Ralph ben 13 milioni di sterline. La notte stessa della festa Mary muore e il giovane prete si ritrova improvvisamente con una somma di denaro tale da consentirgli la tanto ambita scalata nelle gerarchie ecclesiastiche. Prima di lasciare Drogheda, Meggie gli confessa il suo amore; Ralph ribatte di amarla, ma di amare Dio di più, e parte. Meggie tuttavia è sicura che Ralph tornerà da lei e l'episodio si conclude con le sue parole: "E va bene, vattene, scappa dal tuo Dio. Ma sono sicura che tornerai da me. Perché io ti amo più di lui".

### Parte II
Sydney, 1930. Padre Ralph diventa l'assistente personale dell'arcivescovo Contini-Verchese. Intanto Drogheda, che dopo la morte di Mary Carson è gestita dai Cleary, viene coinvolta in uno spaventoso incendio durante il quale perderanno la vita sia Paddy che il giovane Stuart, il fratello a cui Meggie era più legata. Non appena appresa la notizia, Ralph si reca a Drogheda per consolare Meggie che, sconvolta, si getta tra le sue braccia baciandolo appassionatamente; ma ancora una volta il prete la rifiuta restando fedele al suo credo. Dopo i funerali, padre Ralph parte per il Vaticano insieme all'arcivescovo Contini-Verchese. Tre anni dopo Meggie accetta la corte di un giovane, Luke O'Neill, venuto a Drogheda come lavoratore stagionale.

### Parte III
Ralph è diventato arcivescovo a Roma, ma è ancora innamorato di Meggie e non riesce a dimenticarla. Intanto Meggie sposa Luke O'Neill, dopodiché i due partono per il Queensland, terra natale di Luke, con lo scopo di metter su un allevamento di bestiame. Dopo una breve luna di miele, Luke inizia a lavorare come tagliatore di canne da zucchero, mentre Meggie è costretta a vivere ospite di una ricca famiglia, proprietaria di una raffineria di zucchero, prestando assistenza alla padrona di casa, che ha difficoltà a camminare. Ben presto Meggie si rende conto di aver fatto un grande errore a sposare Luke che, sempre più ossessionato dal suo lavoro di tagliatore di canne e consumato, come Ralph, dalle sue ambizioni, non torna mai a trovarla. La donna, esasperata, fa in modo di restare incinta, nella speranza che Luke si decida finalmente a comprare una casa tutta per loro. Meggie ottiene l'effetto contrario: Luke si sente preso a tradimento e non si fa più vivo, rendendo così evidente che a spingerlo al matrimonio era stata la dote di Maggie.
La donna, disperata, decide di tornare a Drogheda, l'unica vera casa che abbia mai avuto, ma mentre fa furiosamente le valigie ha un malore e il parto si fa imminente. Intanto Ralph, fino a quel momento ignaro di tutto, scopre che Meggie si è sposata e che ora vive nel Queensland. La raggiunge proprio nel momento in cui la sua vita è appesa a un filo, durante il difficile parto. Fortunatamente tutto si risolve per il meglio e la donna dà alla luce una bambina, la piccola Justine. Ralph riparte quindi per Roma. La padrona di casa capisce che Meggie è innamorata di Ralph e che lui ricambia il suo amore; per farla distrarre un po', la manda in vacanza su un'isola.
A Roma Ralph appare sempre più diviso tra l'amore per Meggie e quello per Dio, tant'è che Contini-Verchese lo manda nuovamente in Australia per affrontare una volta per tutte questo problema. Appreso che Meggie si trova sull'isola, la raggiunge, e finalmente si consuma la grande passione che i due hanno sempre provato l'uno per l'altra. Ancora una volta però, Ralph sceglie la propria ambizione e sacrifica il suo amore per Meggie e, dopo uno struggente addio, rientra a Roma.

### Parte IV
Meggie torna a Drogheda e pochi mesi dopo le nasce un figlio maschio, il piccolo Dane, frutto dell'amore di Ralph.
Diciannove anni dopo Ralph, divenuto cardinale, ricompare a Drogheda per passare il Natale con i Cleary. Qui incontra per la prima volta Dane, ignaro che sia suo figlio. L'amore tra il cardinale e Meggie è più forte che mai. Dane rivela a Ralph di voler diventare prete e per questo motivo lo segue a Roma, sotto la sua ala protettrice. Intanto Justine, che è da sempre in lotta con la madre, si trasferisce a Londra per continuare la sua carriera di attrice. Farà la conoscenza di un diplomatico tedesco, Rainer, che la corteggerà per anni prima di essere ricambiato.
Otto anni dopo Dane diventa sacerdote e decide di svolgere la sua missione in Australia, a Gillanbone; prima di tornare in patria si reca in Grecia per trascorrervi un periodo di vacanze; qui troverà la morte, annegando nel tentativo di trarre in salvo due ragazze. La saga si chiude a Drogheda, dove tutto era iniziato: Ralph tiene il funerale di Dane; Meggie sconvolta e furiosa con Dio, sfoga la sua rabbia su Ralph, rivelandogli che Dane era suo figlio. Il cardinale è affranto e chiede il perdono di Meggie; la donna dapprima glielo nega, ma poi cambia idea. Ralph morirà poco dopo il funerale tra le braccia della sua Meggie.

## Distribuzione internazionale
Oltre alla trasmissione originale statunitense nel 1983, la miniserie è stata esportata e adattata in diversi altri Paesi; in Italia è stata trasmessa in 6 puntate dal 6 al 21 novembre dello stesso anno in prima serata su Canale 5, ottenendo ascolti con picchi di oltre 13 milioni di telespettatori.

## Seguiti
- 1996, miniserie televisiva Uccelli di rovo - Gli anni mancanti.
- 2003, documentario Uccelli di rovo: Vecchi amici, nuove storie.